# Фуртуна (фільм, 1959)
«Фуртуна» (алб. «Furtuna») (інша назва — «Буря») — радянсько-албанський художній фільм, знятий в 1959 році режисерами Юрієм Озеровим і Крістачем Дамо. Знятий за мотивами однойменного твору Фатміра Г'янті. Один з перших художніх повнометражних фільмів, спільного виробництва СРСР і Албанії і четвертий фільм, знятий в Албанії в післявоєнний період. Також — останній, знятий у співпраці з кінематографістами СРСР. Прем'єра фільму відбулася в Москві — 26 листопада 1959 року, в Тирані — 28 листопада 1959 року.

## Сюжет
Фільм розповідає про боротьбу албанського народу проти фашистських окупантів у роки Другої світової війни. Дія відбувається під час Другої світової війни: поранені партизани Зана (Аріадна Шенгелая) і Арбен (Наїм Фрашері) потрапляють в руки поліції. У цих складних умовах між молодими людьми виникають почуття. Допомогу пораненим надають молоді партизани. Протистоїть їм адвокат Ешеф, що працює в тісній співпраці з окупантами. Арбену вдається втекти. Він стає організатором селянського виступу, і спільно з ними партизани здобувають перемогу. Але на зміну італійським фашистам приходять німецькі. Починаються масові арешти. Партизанський загін змушений піти в гори. Гинуть друзі Арбена. Але росте народна армія, піднімається над Албанією буря народного гніву. Фільм знімався в околицях порту Дурреса і в Румунії. В ролі статистів виступили воїни Албанської народної армії і моряки Чорноморського флоту СРСР.

## У ролях
- Наїм Фрашері — Арбен
- Аріадна Шенгелая — Зана
- Николай Гриценко — полковник Перкінс
- Анатолій Кузнецов — майор Андрєєв
- Петар Гьока — майор Андрєєв
- Лазар Філіпі — Рапо
- Вангель Хеба — Демир
- Філіка Дімо — Шпреса
- Іліа Шюті — Абаз
- Хамед Хагундоков — червоноармієць
- Костянтин Немоляєв — партизан

## Знімальна група
- Режисери — Юрій Озеров, Крістач Дамо
- Сценаристи — Фатмір Г'янті, Крістач Дамо, Юрій Озеров, Аркадій Первенцев, Лазар Шимич
- Оператор — Сергій Полуянов
- Композитор — Гавриїл Попов
- Художник — Олександр Мягков